# I LIKE IT
I LIKE IT （アイ・ライク・イット）は、Crystal Kayの通算11枚目のシングル。「Crystal Kay loves M-FLO」名義で発売。

## 解説
- M-FLO loves Crystal Kay名義の「REEEWIND!」と同時リリース。また、「I LIKE IT」と「REEEWIND!」がつながったPVが製作された。
- Crystal Kay にとって初のシングルオリコンTOP10入り。
- Crystal Kayとm-floは「Ex-Boyfriend」のころから知り合い、その後も「Boyfriend -partII-」を☆Takuがプロデュースするなど関係が深かった。
- 東京モード学園CMソングになり、CMでは本人たちが出演した。
- シングル「REEEWIND!」には「I LIKE IT」のリミックス・バージョンである「DO U LIKE IT?（by Fantastic Plastic Machine）」が収録されている。

## 収録曲
1. I LIKE IT
  - 作詞：Crystal Kay、M-FLO／作曲：Crystal Kay、M-FLO
  - 東京モード学園CMソング
2. OVER THE RAINBOW
  - 作詞：E.Y.Harburg、H.arlen／作曲：E.Y.Harburg、H.arlen
  - 三菱自動車工業「COLT」CMソング
3. REEEPLAY!（by DJ HASEBE）
  - 「REEEWIND!」のリミックス・バージョン